# Scarification

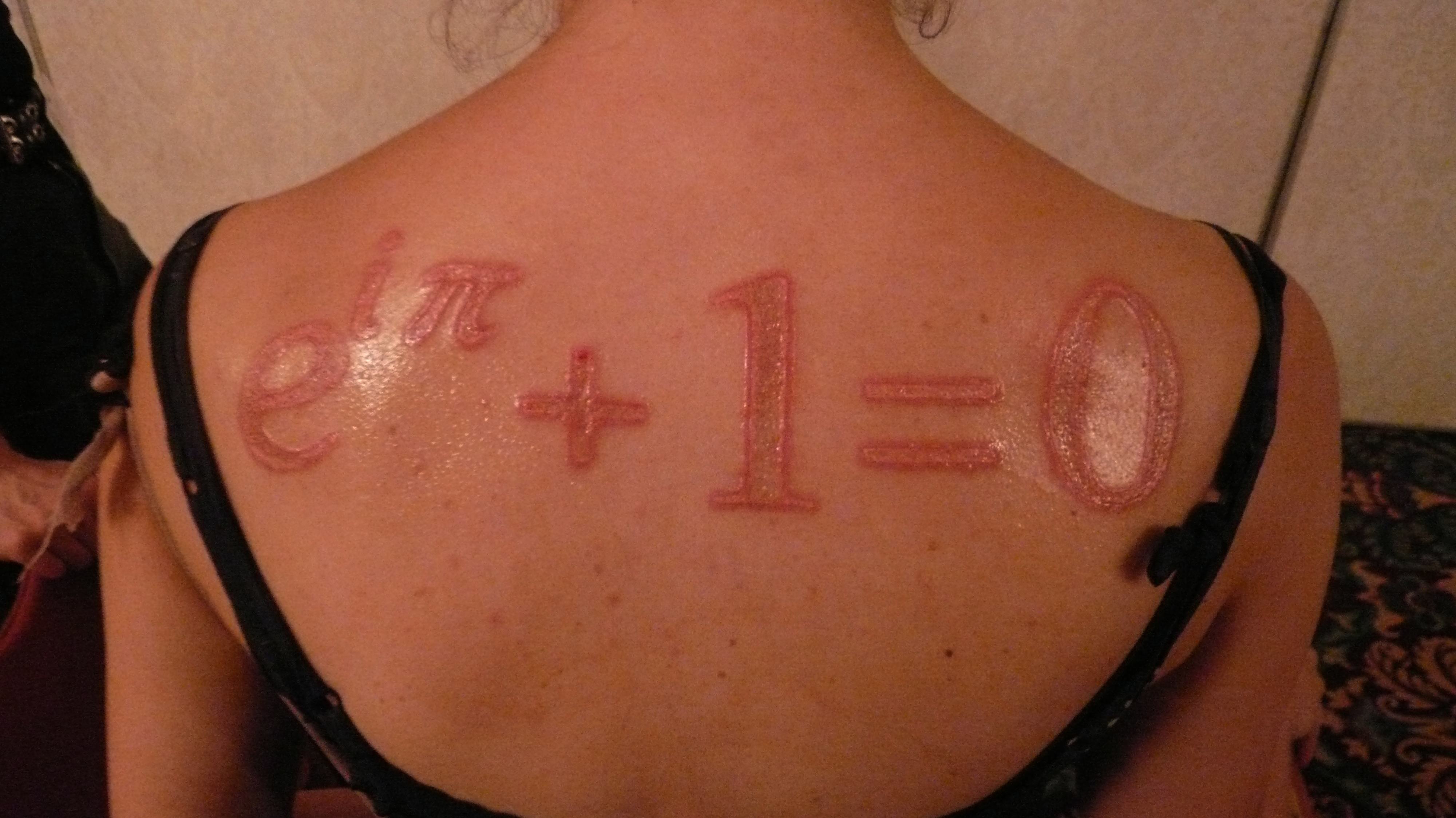
Modern Scarification (Eulers identitet)

Scarification är en typ av kroppssmyckning, som tatuering och piercing.
En scarification gör man genom att skära ut ett mönster eller motiv i huden med skalpell eller kniv. Huden läker och kvar blir ärrvävnad.